# Sebastian Reusse
Sebastian Reusse (* 1965 in Ost-Berlin) ist ein deutscher Schauspieler.

## Leben
Sebastian Reusse ist der Sohn des Schauspieler-Ehepaares Peter Reusse und Sigrid Göhler und der Onkel der Schauspielerin Linn Reusse.
Bereits während seiner Schauspielausbildung an der Hochschule für Schauspielkunst „Ernst Busch“ Berlin von 1987 bis 1991 hatte er eine Gastrolle am Berliner Ensemble. Sein erstes reguläres Theater-Engagement führte ihn 1991 ans Stadttheater Hildesheim. Bereits 1992 wechselte er ans Berliner carrousel theater, dessen Ensemble er bis 1998 angehörte. Nach einem Zwischenspiel 1999 am Renaissance-Theater, stand er von 2001 bis 2007 am Staatstheater Cottbus unter Vertrag.
Er beendete im Jahr 2007 sein Theaterengagement, um eine Rolle in der Serie Marienhof zu übernehmen. Dort spielte er von Oktober 2007 (Folge 3202) bis Dezember 2008 (Folge 3478) die Rolle des Harry Töppers.
Im Fernsehen war Reusse erstmals 1991 zu sehen. Dem folgten Auftritte im Fernsehfilm Vollnarkose (ZDF), bei Alarm für Cobra 11 – Die Autobahnpolizei, In aller Freundschaft oder Stubbe – Von Fall zu Fall.
Im Jahr 2009 griff er seine Theaterlaufbahn wieder auf und trat dem Ensemble des Mecklenburgischen Staatstheaters Schwerin bei.
Sebastian Reusse lebt in Berlin.

## Filmografie
- 1991: Mocca für den Tiger
- 1994: Das Versprechen
- 1996–2001: Für alle Fälle Stefanie (Fernsehserie, 2 Folgen, verschiedene Rollen)
- 1997: Ärzte – Vollnarkose
- 1998: Alarm für Cobra 11 – Die Autobahnpolizei (Fernsehserie, 1 Folge)
- 2000: In aller Freundschaft (Fernsehserie, 1 Folge)
- 2001: Stubbe – Von Fall zu Fall (Fernsehserie, 1 Folge)
- 2007–2008: Marienhof (Fernsehserie, 277 Folgen)
- 2019: Herren
- 2021: Polizeiruf 110: Monstermutter
- 2022: Ein Taxi zur Bescherung
- 2023: Gute Zeiten, schlechte Zeiten (Fernsehserie, 6 Folgen)